# Tortrix sinapina
Tortrix sinapina  (лат.) — вид бабочек из семейства листовёрток. Распространён в Приморском крае и Сахалинской области, а также в Японии (Хоккайдо, Хонсю), на севере Корейского полуострова и в северо-восточном Китае.
Обитают в дубравах, широколиственных и смешанных лесах и в парках. Гусеницы встречаются с апреля по май на различных древесных растениях, главным образом на дубе (дуб монгольский и дуб зубчатый), но также на ясене маньчжурском, берёзе плосколистной, лещине разнолистной, лещине маньчжурской, яблоне маньчжурской, липе амурской, лимоннике китайском, рябине ольхолистной, леспедеце двуцветной и других.
Бабочек можно наблюдать с конца мая по июль. Размах крыльев 19—22 мм.